# Savencia Fromage & Dairy
Savencia Fromage & Dairy, anciennement Bongrain, est un groupe agroalimentaire français, dont le siège est situé à Viroflay (Yvelines).
Il transforme et commercialise des produits laitiers (fromages, beurres, crèmes et ingrédients). Il possède plusieurs filiales et est présent dans cent vingt pays. Leader mondial des spécialités fromagères et des pâtes molles à marques, Savencia est le deuxième groupe fromager français derrière Lactalis et cinquième groupe fromager mondial. Groupe familial indépendant, il est détenu par la famille Bongrain, via le Groupe Savencia Saveurs & Spécialités, holding de sociétés parmi lesquelles figurent aussi Bordeau Chesnel ou De Neuville. En 2017, il est la dix-huitième plus grande entreprise de transformation de produits laitiers au niveau mondial, quant au chiffre d'affaires, et la quatrième française, derrière Danone (deuxième au niveau mondial), Lactalis (3e) et Sodiaal (16e).

## Historique
- 1956 : Jean-Noël Bongrain crée la marque Caprice des Dieux
- 1965 : création de la marque Tartare
- 1980 : introduction en Bourse
- 1992 : début de partenariat avec la coopérative Union laitière normande (Elle & Vire...)
- 2015 : Bongrain change de nom et devient Savencia Fromage & Dairy[5].

En 2017, l'entreprise confirme l'acquisition de Belebey, entreprise russe,. Par ailleurs, la société porte son taux de détention dans des participations minoritaires à 50 % dans la Compagnie Fromagère en Tunisie et à 49 % dans Ferrari en Italie. Le groupe est également engagé dans l'acquisition de la société de distribution Bake Plus en Corée du Sud.
En juin 2019, Savencia annonce l'acquisition des Fromageries Papillon, spécialisées dans le Roquefort.
Sur l'année 2021, Savencia annonce un chiffre d'affaires en hausse de 8,7 % à 5,61 milliards d'euros.

## Marques commerciales fromagères du groupe
- Alouette
- Apérivrais
- Berthaut
- Boffard
- Boursault
- Bresse Bleu
- Burgo de Arias
- Camoscio d'Oro
- Caprice des Anges
- Caprice des Dieux
- Carré Frais
- Chaumes
- Chamois d'or
- Chavroux
- Cœur de Lion
- Elle & Vire
- Etorki
- Fauquet - Maroilles
- Fol Épi
- Géramont
- Kidiboo
- Le Brebiou
- Le Mottin charentais
- Le Platane
- Le Récollet
- Le Rustique
- Milkana
- Montbriac
- Passendale
- Polenghi
- P'tit Louis
- Rambol
- RichesMonts
- Rochebaron
- Saint Albray
- Saint Agur
- Saint-Loup
- St Môret
- Tartare
- Vieux Pané

## Actionnaires
Liste des principaux actionnaires au 20 octobre 2019
| Savencia Holding          | 66,6%   |
| Savencia (plan d'épargne) | 2,99%   |
| Savencia (auto-contrôle)  | 0,70%   |
| BlackRock Fund Advisors   | 0,037%  |
| Ned Davis Research        | 0,025%  |
| ZB, NA                    | 0,0019% |

## Données financières
| Années                      | 2004  | 2005  | 2006  | 2007  | 2008  | 2009  | 2010  | 2011  | 2012  | 2013  | 2014 | 2015 | 2016  | 2017  |
| --------------------------- | ----- | ----- | ----- | ----- | ----- | ----- | ----- | ----- | ----- | ----- | ---- | ---- | ----- | ----- |
| Chiffre d'affaires          | 3 305 | 3 350 | 3 154 | 3 419 | 3 555 | 3 279 | 3 570 | 3 981 | 4 084 | 4 204 | 4607 | 4442 | 4418  | 4853  |
| Résultat net part du groupe | 82,2  | 62,8  | 112,1 | 161,7 | 38,0  | 44,5  | 81,4  | 43,6  | 63,6  | 48,9  | 39,7 | 57,0 | 104,5 | 172,7 |

## Direction de l'entreprise
L'entreprise est dirigée par Alex Bongrain (président du conseil d'administration), fils de Jean-Noël Bongrain.

## Conseil d'administration
Le conseil d’administration est composé de douze membres dont quatre membres indépendants.
En 2017, ses membres sont Alex Bongrain, Armand Bongrain, Pascal Breton, Clare Chatfield, Dominique Damon, Béatrice Giraud, Martine Liautaud, Ignacio Osborne, Jean-Yves Priest, Jean-Michel Strasser, Tom Swartele, Pascale Witz.

## Critiques et accusations
En 2015, des producteurs laitiers demandent à des enseignes comme Système U de déréférencer les entreprises laitières qui ne soutiennent pas les cours du lait. Savencia fait partie de la liste des cinq entreprises laitières accusées de ne pas avoir respecté des accords sur le prix du lait pris devant le ministre de l’Agriculture le 24 juillet 2015. 
En octobre 2015, l’Office fédéral allemand de lutte contre les cartels accuse le groupe Savencia d’avoir fourni volontairement des « informations erronées » à l’Office pour pouvoir racheter la laiterie allemande Söbbeke,,. Pour finaliser le rachat de la laiterie, Savencia se voit contraint de vendre ses parts détenues dans une autre laiterie allemande. 
Le groupe Savencia a créé un organisme de lobbying intitulé « Institute for a positive food », qui emploie notamment l'ancien scientifique Philippe Legrand (qui siège également au conseil d'administration de la Société française de nutrition, autre lobby de l'agro-alimentaire) et bataille notamment contre l'affichage des propriétés nutritionnelles des aliments. Parmi ces activités de lobbying et de publicité déguisée, on retrouve également les « Journées francophones de nutrition » et le « Fonds français pour l'alimentation et la santé ». 

### Prix du lait et rémunération des éleveurs
En janvier 2016, Elsa Casalegno et Karl Laske publient le livre « Les cartels du lait : comment ils remodèlent l’agriculture et précipitent la crise ». Plusieurs industriels, dont Savencia, sont accusés de s’entendre pour tirer les prix du lait des éleveurs vers le bas,.

### Lait infantile contaminé
En janvier 2019, le lait infantile Modilac de Savencia est touché par une contamination à la salmonelle, ayant entraîné des hospitalisations chez trois nourrissons âgés de 2 à 10 mois.

### Condamnations
Le 30 août 2022, Le tribunal de Coutances a condamné l'entreprise industrielle à indemniser les agriculteurs de Sunlait (Associations des Organisations de Producteurs de lait livrant Savencia) à hauteur d'environ 26 millions d'euros pour compenser le manque à gagner sur l'année 2020, après la plainte de l'association pour non respect des contrats en 2020. L'entreprise industrielle fait appel de cette décision.
L’Autorité de la concurrence condamne à 4,07 millions d’euros d’amende le chocolatier français De Neuville qui fait partie du groupe « pour avoir mis en oeuvre des pratiques visant à restreindre, d’une part, la vente en ligne des chocolats de la marque De Neuville par ses franchisés, et d’autre part les ventes de ces derniers à destination de la clientèle professionnelle ».

### Maintien des activités en Russie malgré la guerre en Ukraine
Après l'invasion de l'Ukraine par la Russie le 24 février 2022, Savencia maintient ses principales activités en Russie. Dès le début, cette situation est dénoncée par un collectif de chercheurs de l'université Yale.